# Fodor Tamás (színművész)
Fodor Tamás (Budapest, 1942. szeptember 3. –) Jászai Mari-díjas magyar színész, rendező, a Stúdió K Színház igazgatója, a Halhatatlanok Társulatának örökös tagja.

## Életpályája
Alapító színésze, rendezője volt 1960-ban az Universitas együttesnek. Magyar-pedagógia szakon végzett 1965-ben az Eötvös Loránd Tudományegyetem Bölcsészettudományi Karán. Diplomája megszerzése után két évig a József Attila Színház társulatában volt. Szinkronszínészként és szinkronrendezőként dolgozott az elkövetkező két évben. 1969–1972 között az Irodalmi Színpadnál dolgozott, ahol rendezett is. 
1971-ben vezetésével alakult meg az Orfeo Stúdió, amelynek 1974-től Stúdió K Színház a neve. 1972–1983 között a Pannónia Filmstúdió szinkronrendezője volt. 1982–1987 között a Zeneművészeti Egyetem ének szakán tanított. 1986-ban a Szigligeti Színház tagja, 1987–1990 között pedig főrendezője volt. 
Az 1990-es országgyűlési választáson a Szabad Demokraták Szövetsége színeiben országgyűlési képviselővé választották. 1991–1994 között az Országgyűlés kulturális, oktatási, tudományos, sport-, tv- és sajtóbizottság alelnökeként tevékenykedett. 1996 és 2000 között a Magyar Rádió kuratóriumának SZDSZ által delegált elnökségi tagja volt. 1997–2003 között az Alternatív Színházak Szövetségének alelnökének tisztségét töltötte be. Három évig volt a Magyar Színházi Társaság vezetőségének tagja 1999–2001 között.

## Színpadi szerepei
| - Deák Tamás: Fictus és Laodiké... Theopompos, jós pap a császár kíséretében - Majakovszkij: Gőzfürdő... Ivan Ivanovics - Büchner: Woyzeck... Mesterlegény - García Márquez: A szűz, a hulla, a püspök és a kések... Vizsgálóbíró - Gyarmati Kata: Skalpoljuk meg szegény Józsit!... Fröbel Károly, veterán - Edward Bond: Emberek... Margerson - Jacob Wassermann: Caspar Hauser... Elnök - Munkácsi Miklós: Lisszaboni eső... Tamás - Jean Anouilh: Becket avagy az Isten becsülete... A kisbarát - Jean Anouilh: A barlang... Alexis, kukta - Kállai István: A csodabogár... Major Ferenc - Gyárfás Miklós: Kényszerleszállás... Robin - Danilo Kis: A görény dala... Lyon polgármestere, író, miniszter - Borchert: Az ajtón kívül... Beckmann, egy a sok közül - William Shakespeare: Szeget szeggel... Vincentio, Bécs hercege - Lenz: Bűntelenek... Diák - Aiszkhülosz: Oreszteia... Oresztész - Csokonai Vitéz Mihály: Az özvegy Karnyóné... Kuruzs - Erdélyi Sándor: Imádság Zsuzsáért... Feri - Hubay Miklós: Egy szerelem három éjszakája... Bálint - Rejtő Jenő: Piszkos Fred málnaszőrt iszik és kavarja Fülig Jimmy őszinte sajnálatára... Buzgó Mócsing, avagy az igazi Trebitsch | - Plautus: Amphitruo... Sosia - Euripidész–Devecseri Gábor: Alkésztisz... Heraklesz - Füst Milán: Catullus... Metellus, ez évben Róma consulja - Schnitzler: A zöld kakadu... Lansac márki - Székely János: Caligula helytartója... Petronius, római patricius - Vihar, avagy a bűnbocsánat színjátéka... Gonzalo, tanácsos - Szűcs Bernát: Galambot neveltek szívükön... Fiatal munkás - Peter Weiss: Makinpot úr, avagy miként hajtják belőle az ő nyavajáit... Egyik angyal - Hubay Miklós: A Szfinx, avagy búcsú a kellékektől... A néma fiú - Hubay Miklós: Lélekzetvisszafojtva... Fiú - Györe Imre: Orfeo szerelme... Pedro - Arany János: Toldi estéje... Egyik ifjú bajnok - Karinthy Ferenc: Budán... Páhy Gyula - George Bernard Shaw: Barbara őrnagy... Undershaft, az U&U Fegyver- és Hadianyaggyár tulajdonosa - Jean Giraudoux: Párizs bolondja... Pincér - Berkesi András: Húszévesek... A meditáló húszéves talán egyetlen barátja - Plautus: Szamárvásár... Leonida, szolga - Euripidész–Szophoklész: Elektra... Nevelő - Schwajda György: Ballada a 30l-es parcella bolondjáról... A bolond idők tanúja - Alekszandr Nyikolajevics Osztrovszkij: Ártatlan bűnösök... Nyil Dudukin |

### Rendezései
| - Georg Büchner: Woyzeck - Georg Büchner: Leonce és Léna /Kintorna/ - Füst Milán: Catullus - Jorge Semprun: Etoile - Jacob Wassermann: Caspar Hauser - Szilágyi Andor–Benedek Elek: Leander és Lenszirom - Lajos Sándor: Szűrővizsgálat - Fodor Tamás: A császár új ruhája - Eugene Ionesco: A székek - Anton Pavlovics Csehov: 9-es körterem - Heinrich von Kleist: Amphitryon - Arthur Schnitzler: Körtánc - Stanislaw Ignacy Witkiewicz: Vizityúk - Grimm-testvérek: A brémai muzsikusok - Gabriel García Márquez: A szűz, a hulla, a püspök és a kések - Zalán Tibor: Halvérfesték - Szeredás András–Fodor Tamás: Marcello és Camillo - Jean Genet: A balkon - Mosonyi Alíz: A rózsa - Fodor Tamás: Vázlatsor az Elektra-történethez - Sipos Áron: Vurstli - Halmos Ferenc: Szüret - Dániel Ferenc–Fodor Tamás: Lakótelep - Dániel Ferenc–Fodor Tamás: Patyolat - Égigérő vascsicsergő - Fodor Tamás–Pass Lajos: Akkor, szerdán - Rejtő Jenő: Piszkos Fred málnaszőrt iszik és kavarja Fülig Jimmy őszinte sajnálatára - A végzet asszonya - Vágó Péter: Rampa - Békés Pál: Visz-a-víz! - Mosonyi Alíz: Csipkerózsika - Forgách András: A görény dala - Samuel Benchetrit: A párizsi gyors - Franz Kafka: Svejk, a féregirtó - avagy a puska nem sül el | - Carlo Goldoni: A hazug - Forgách András: Halni jó! - Szilágyi Andor: Kelekótya Jonathán - George Bernard Shaw: Barbara őrnagy - Litvai Nelly: Pinokkió - Zalán Tibor: Ószeresek - William Shakespeare: III. Richárd - Szilágyi Andor: A rettenetes anya avagy, a Madarak Élete - Henrik Ibsen: A vadkacsa - Zalán Tibor: Veszteglés - Charles De Coster: Flandriai csínytevések - Csáth Géza: Zách Klára - Ionesco: Jacques vagy a behódolás - Ionesco: A kötelesség oltárán - Csáth Géza: A Janika - Büchner–Marlowe–Shakespeare: Vihar, avagy a bűnbocsánat színjátéka - Mosonyi Aliz: Diótörő Ferenc és a nagy szalonnaháború - Balla Zsófia–Arany János: Rózsa és Ibolya - Arthur Schnitzler: A zöld kakadu - Zalán Tibor: Rettentő görög vitéz - Gyarmati Kata: Skalpoljuk meg szegény Józsit! - Zalán Tibor: Vakkacsa tojások - Téboly Thébában - Csehov: A pojáca - Alekszej Nyikolajevics Tolsztoj: Az aranykulcs - Shakespeare: Ahogy tetszik - Makszim Gorkij: Örökösök - Csehov: Cseresznyéskert - Bertolt Brecht: A házitanító - Molière: Tartuffe - John Millington Synge: A nyugati világ bajnoka - Franz Kafka: A kastély - Schikaneder: Varázsfuvola-mese |

## Filmszerepei

### Játékfilmek
- Nyáron egyszerű (1964)
- Szerelmes biciklisták (1965)
- Egy szerelem három éjszakája (1967)
- Utazás a koponyám körül (1970)
- Várakozók (1975)
- Mária-nap (1984)
- Idő van (1986)
- Hanussen (1988)
- Tutajosok (1990)
- Megint tanú (1995)
- 6:3 (1999)
- A napfény íze (1999)
- Torzók (2001)
- Boldog születésnapot! (2003)
- Friss levegő (2003)
- A hét nyolcadik napja (2006)
- A nyomozó (2008)
- Budapest Noir (2017)
- X – A rendszerből törölve (2018)
- Napszállta (2019)
- Magyarázat mindenre (2023)

### Tévéfilmek
- Bors (1968)
- Tizennégy vértanú (1970)
- A feladat (1975)
- Vizsgálat Martinovics Ignác szászvári apát és társainak ügyében (1980)
- Optimisták (1981)
- Lenkey tábornok (1985)
- A falu jegyzője 1-4. (1987)
- Az öreg tekintetes (1987)
- Egy államférfi vallomásai (1990)

## Rádió
- Reymont, Wladislaw: Parasztok (1968)
- Rolland, Romain: Colas Breugnon (1970)
- E.T.A. Hoffmann: Gőzölög a cikóriakávé...! (1974)
- Grothe, Horst: A harmadik pecsét (1974)
- Angyalok citeráján: Dsida Jenő költészete (1977)
- Radnóti László: Halálfúga (1977)
- Andrej Hieng: Cortez visszatér (1978)
- Odze György: A terasz (1979)
- Babits Mihály: A gólyakalifa (1984)
- George Ciprian: Gácsérfej (1984)
- Markovits Ferenc: Láttál-e roppant fényt a magasban? (1986)
- Balázs Attila: Ki ölte meg Mészáros Kelement? (1987)(rendező)
- Albert Camus: A közöny (1988)
- Smocek, Ladislav: Labirintus (1990)
- Zalán Tibor: Kaland a nagy családerdőben (2002) (rendező)
- Szigethy András: Pilátus az ügyész előtt, avagy a birodalmi ember vallomása (2005) (rendező)
- Füzi László: Kötések, szakadások (2013)
- Lator László: A megmaradt világ (2015)
- A gyógyító halál - Magyar írók novellái az elmúlásról és a gyászról (2018)
- Bogdán András-Fazakas Péter: Őfelsége magánnyomozója (2018)
- Kontra Ferenc: Wien. A sínen túl (2019)

## Szinkron
- Szigorúan ellenőrzött vonatok: Milos Grimasz – Václav Neckář
- A Mester és Margarita: Lihogyejev – Alekszandr Pankratov-Csornijy
- Gladiátor: Gracchus – Derek Jacobi
- A négy páncélos és a kutya: Jan Kos – Janusz Gajos
- Az élet sója: Naville – Ian Holm
- A szupercsapat: Russell Morrison tábornok – Gerald McRaney
- Édentől keletre: Cal Trask – James Dean
- Franco Zeffirelli: Rómeó és Júlia – Leonard Whiting
- Alien: Ash tudományos tiszt – Ian Holm
- Ted: narrátor – Patrick Stewart
- Hannibal: Rinaldo Pazzi felügyelő – Giancarlo Giannini
- Ki vagy, doki? (Az elkárhozottak utazása): Mr. Copper – Clive Swift
- Aki szelet vet (3. szinkron): Matthew Harrison Brady  – Fredric March
- A hobbit (filmsorozat) az idős Zsákos Bilbó (old Bilbo Baggins)
- Az Esernyő Akadémia: Sir Reginald Hargreeves – Colm Feore
- A Mandalóri: Helgait megbízott – Christopher Lloyd
- Volt egyszer egy stúdió: Merlin – Jim Meskimen

## Díjai
- Jászai Mari-díj (1988)
- Örökös tag a Halhatatlanok Társulatában (2015)
- Hazám-díj (2020)[4]
- Pro Urbe Budapest díj (2022)[5]